# Terenciano Mauro
Terenciano Mauro, o Terentianus Maurus en latín, poeta y gramático latino de los siglos II - III d. C.
Muy poco se sabe sobre él. Era de Mauritania y compuso un manual en verso sobre prosodia y métrica con el título De litteris, syllabis, pedibus, metris' ("Sobre las letras, sílabas y metros") aplicado sobre todo a ejemplos de Horacio; el autor cambia de metro cada vez que trata de un verso o estrofa diferente. Olvidada esta obra durante los siglos oscuros, fue redescubierta en 1493 y perdida otra vez después de que su texto se imprimiera en 1497 en Milán por primera vez. Acaso la edición más famosa es la de Simon de Colines, en 1531. Una edición moderna es De litteris, de syllabis, de metris: introduzione, testo critico e traduzione italiana al cuidado de Chiara Cignolo, Hildesheim: Olms, 2002.
En esta obra aparece por primera vez un adagio que hizo fortuna: Habent sua fata libelli: "Tienen su propio destino los libros". El texto original es: Pro captu lectoris habent sua fata libelli: "De la capacidad del lector depende el destino de los libros".